# Круковская, Юлия Иосифовна
Юлия Иосифовна (Осиповна) Круковская (по мужу Бубновская; 1850, Мглинский уезд — 1913, Мглин) — русская революционерка, народница.

## Биография
Родилась в дворянской семье Стародубского уездного смотрителя училищ, коллежского асессора. Окончила Черниговскую женскую гимназию. До 1875 года жила у отца. Вела просветительскую и образовательную деятельность среди крестьян по месту жительства в деревне Басевка Мглинского уезда , близ Хорновки Шумаровской волости.
Переехала в Киев к родственникам, поступила помощницей надзирательницы в приют для детей рабочих. Заведующей приютом была её двоюродная сестра Елена Антоновна Косач. Познакомилась и сблизилась с представителями революционного народничества.
Привлекалась к дознанию, возникшему в 1876 году, по делу о преступном сообществе в Елизаветграде, по факту оказания помощи в доставке паспорта Анне Макаревич, с которым та уехала за границу.
Весной 1877 года уволилась из приюта и открыла в Киеве общедоступную столовую. С 23 апреля 1877 года по распоряжению начальника Киевского губернского жандармского управления подчинена негласному полицейскому надзору. По Высочайшему повелению от 26 июля 1877 года дело о ней за недостатком улик прекращено.
Участвовала в противоправительственной революционной деятельности совместно с членами кружка Л. Г. Дейча и Я. В. Стефановича. 10-13 сентября 1877 года под именем сестры И. В. Бохановского помогала с П. О. Рохальским освободить от оборудования и материалов конспиративную квартиру в Киеве, где помещалась тайная типография.
В конце 1877 года арестована по постановлению Киевского губернского жандармского управления. Содержалась в заключении в Киевской Лукьяновской тюрьме в связи с Чигиринским делом. Предана суду по обвинению в «сокрытии и истреблении следов преступления» Стефановича, Дейча и др. С 6 по 8 июля 1879 года судилась Киевской соединённой судебной палатой. 8 июля 1879 года по приговору суда признана виновной в укрывательстве следов печатания в тайной типографии преступных сочинений и приговорена к лишению всех прав и преимуществ и к ссылке в Иркутскую губернию с воспрещением всяких отлучек с места ссылки в течение трех с половиной лет.
17 января 1881 года, после пересмотра дела Правительствующим Сенатом, приговорена к каторжным работам на 13 лет 8 месяцев. Летом 1881 года находилась в Красноярской тюрьме, куда прибыла из Мценской пересыльной тюрьмы. На Карийскую каторгу прибыла в феврале 1882 года.
В 1885 году выпущена в вольную команду. В августе 1890 года вышла на поселение. Жила в Чите. В 1886 году вышла замуж за бывшего политкаторжанина Николая Николаевича Бубновского (1852 — после 1903). По истечении срока поселения, выехала в Европейскую часть России.
Умерла на родине, в Мглине, в 1913 году. Похоронена на кладбище при церкви Николая Чудотворца.
На обелиске из серого гранита (крест утрачен) надпись: «Господи, успокой душу ея во царствии Своем дорогой моей страдалицы Юлиныси боровшуюся за братство, равенство, свободу и независимость всех наций и сословий без различия сословий и состояний».

## Интересный факт
Юлия Иосифовна Круковская доводилась двоюродной тётей известной украинской писательнице Лесе Украинке. 